# Städtische Musikschule Hamm

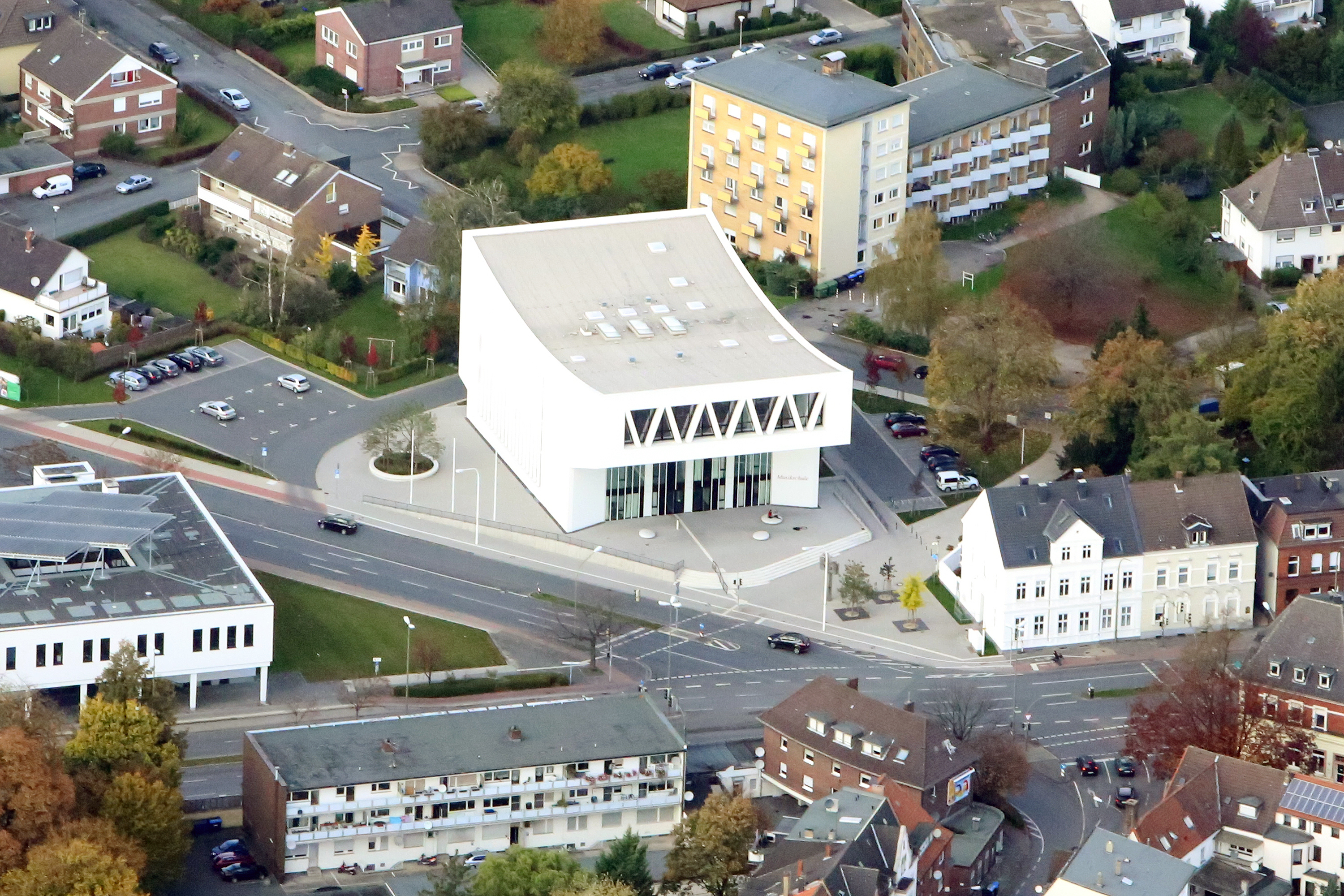
Luftbild, 2013

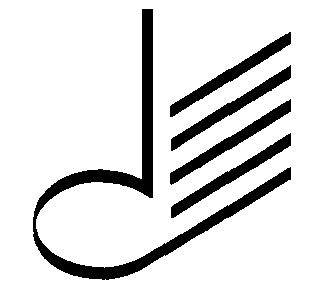
Logo

Die Städtische Musikschule Hamm ist eine am 1. Februar 1940 in Hamm gegründete Musikschule. Mit etwa 7000 Schülern und 95 Lehrkräften (Stand: April 2025) gehört sie zudem zu den größten Musikschulen der Bundesrepublik. Leiter der Schule und Nachfolger von Bernd Smalla ist Matthias Brakel.

## Unterrichtsangebot

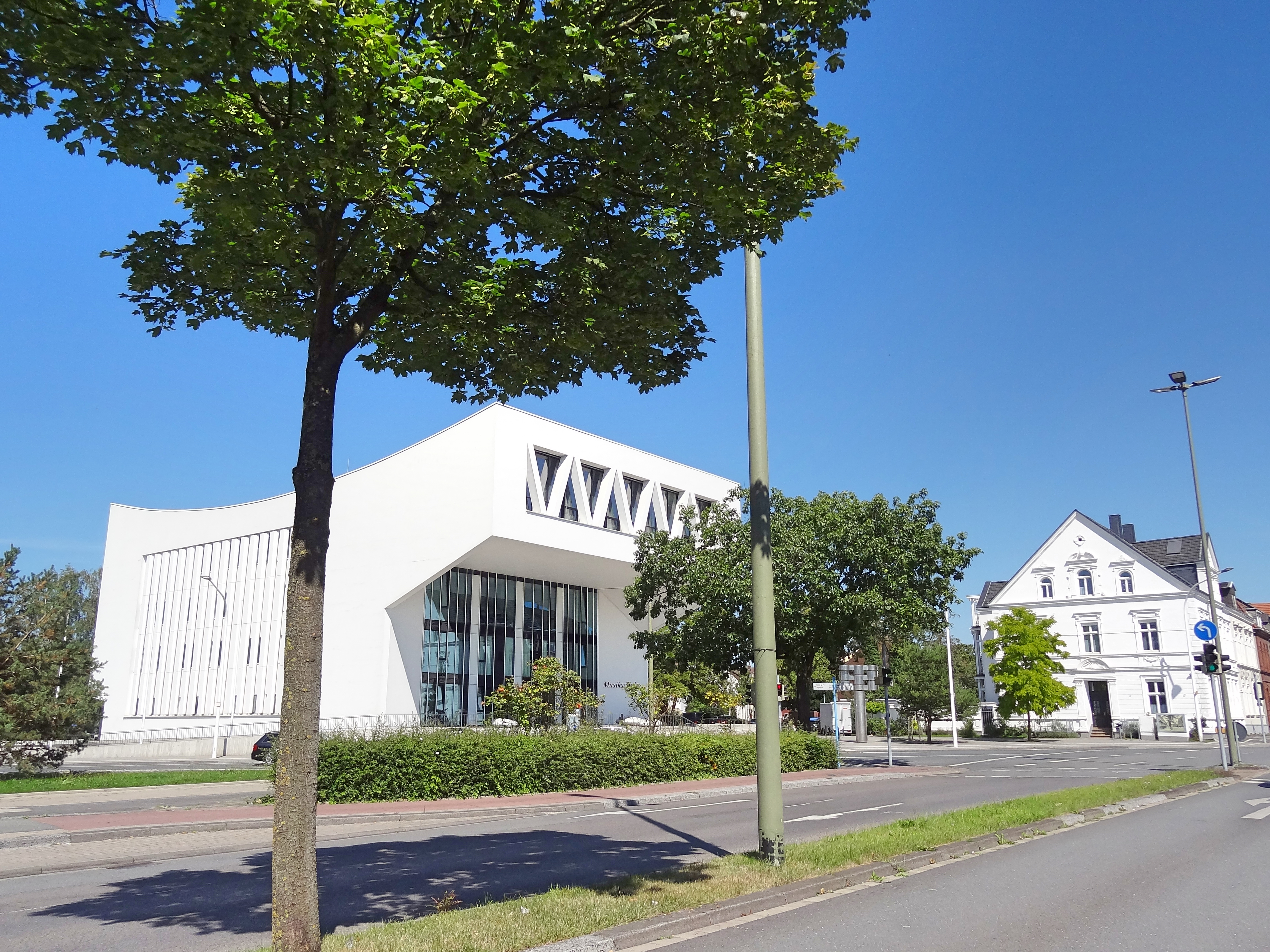
Seitenansicht

Das Unterrichtsangebot umfasst mehrere Fachbereiche sowie den Arbeitsbereich Jedem Kind ein Instrument. Unterrichtet werden Streichinstrumente, Zupfinstrumente, Holz- und Blechblasinstrumente, Tasteninstrumente, Harfe, Popularmusik, Gesang, Tanz, Musical, musikalische Früherziehung sowie die in Kindertagesstätten durchgeführte Elementare Musikerziehung (EMU). Die Unterrichtsinhalte werden dabei durch die Vorgaben des Lehrplanwerkes des Verbandes deutscher Musikschulen bestimmt.

## Unterrichtsorte
Der Unterricht findet im Musikschulgebäude und in den zusätzlichen Außenstellen in fünf Stadtbezirken an folgenden Unterrichtsorten statt:
- Overbergschule in Bockum-Hövel,
- Realschule Heessen in Heessen,
- Konrad-Adenauer-Realschule in Rhynern,
- Selmigerheideschule in Pelkum,
- Freiherr-vom-Stein-Gymnasium in Uentrop.

## Ensembles
Innerhalb der Musikschule haben sich etwa vierzig Ensembles gebildet, die im Rahmen von Konzerten auch das kulturelle Leben der Stadt Hamm mitgestalten. Hierzu zählen ein Sinfonieorchester, mehrere Streichensembles, das Akkordeonorchester und Harfenensemble, verschiedene Bläsergruppen wie Blasorchester und Blockflötenorchester, verschiedene Chöre und Kinderchöre und eine Jazz-Combo.

## Musikfreizeiten und Konzertreisen
Es finden regelmäßige Musikfreizeiten statt, die auch die Förderung des Zusammenspiels und die Intensivierung der Probenarbeit der Ensembles zum Ziel haben. Die Ensembles absolvieren außerdem regelmäßig Konzertreisen, u. a. in die Partnerstädte Hamms Bradford und Oranienburg. Die Jazzcombo reiste mehrfach nach Taiwan und China.

## Geschichte

### Gründung und Zeit des Nationalsozialismus
In der Zeit des Nationalsozialismus erhielt der Musiker und Pianist Heinz Eccarius im Jahr 1934 von Oberbürgermeister Erich Deter den Auftrag, grundlegende Umstrukturierungen des kulturellen Lebens der Stadt Hamm gemäß den nationalsozialistischen Ideologien vorzunehmen. Er löste zunächst alle bestehenden musikalischen Vereinigungen auf und fasste diese zur Städtischen Konzert- und Chorvereinigung zusammen. Ab 1937 wurde die Einrichtung einer Musikschule in Erwägung gezogen. Es kam zunächst zur Gründung einer Singschule mit dem Chorleiter Fritz Meyer. Durch Beschlüsse des Reichsministeriums für Wissenschaft, Erziehung und Volksbildung konnte die Singschule jedoch nicht wie ursprünglich geplant nach dem Modell der Städtischen Singschule Augsburg arbeiten, sondern hatte sich an den Richtlinien der Nationalsozialisten zu orientieren. Durch diese Entwicklung verschob sich der für April 1939 vorgesehene Eröffnungstermin der Musikschule auf den 1. Oktober. Wegen des Beginns des Zweiten Weltkriegs konnte die Eröffnung allerdings erst am 1. Februar 1940 stattfinden. Eccarius wurde zum Schulleiter ernannt, Meyer zu seinem Stellvertreter. Zusätzlich wurden nebenberufliche Lehrkräfte hinzugezogen.
Die Musikschule umfasste zunächst die Jugendmusikschule und die Volksmusikschule, zusätzlich wurde 1941 eine Abteilung für Erwachsene installiert. Zunächst wurden Blockflötengruppen unterrichtet, bis Mai 1940 kamen sechs Singklassen sowie Violin- und Klavierunterricht hinzu. Der Unterricht fand in den Räumen des Schulgebäudes im Erdgeschoss des Hauses Caldenhofer Weg 14 statt, zudem im Festsaal des alten Hammer Rathauses sowie in den Räumen der Westschule III, der Stadtschule für Mädchen und der Nordschule I.
Trotz der kriegsbedingten Widrigkeiten wurde die Schule bis September 1944 weitergeführt, bis die heftiger werdenden Luftkriege im Herbst 1944 zur Aufgabe des Unterrichts zwangen. Bei einem der Angriff wurde das Schulgebäude völlig zerstört. Kurz nach Kriegsende wurde Musikdirektor Eccarius wegen seiner nationalsozialistischen Vergangenheit aus dem Dienst entlassen.

### 1945 bis heute

Gebäude der Städtischen Musikschule Hamm von 1974 bis 2010, Frontansicht

Nach Kriegsende wurde Josef Kemper damit betraut, die Wiedereröffnung der Schule vorzubereiten. 1948 konnte der Unterrichtsbetrieb wieder aufgenommen werden, zunächst mit 4 Singklassen. Im Herbst 1950 wurden Unterrichtsräume im dritten Stockwerk des Stadthauses zur Verfügung gestellt. Der Instrumentalunterricht erfolgte zunächst in den Fächern Blockflöte, Querflöte, Violine, Cello und Klavier. Im Jahr 1952 hatte sich die Schülerzahl auf 625 erhöht.
Nachdem Kemper 1953 plötzlich verstorben war, übernahm Martin Wolschke, der bereits an der Schule unterrichtet hatte, die kommissarische Schulleitung und im April 1954 die reguläre Leitung. Da die räumlichen Gegebenheiten für den Schulbetrieb mit inzwischen 1200 Schülern nicht mehr geeignet waren, stellte die Stadt Hamm der Musikschule das Haus Südstraße 42 zur Verfügung. Nach umfangreichen Umbaumaßnahmen fand die Eröffnung 1958 statt. In diesen Jahren wurden die Fächer Gitarre, Klarinette, Kontrabass, Oboe, Trompete, Posaune und Waldhorn in den Lehrplan aufgenommen, der Unterrichtsschwerpunkt hatte sich vom Singen auf den Instrumentalunterricht verschoben.
Die Musikschule begann einen festen Platz im kulturellen Leben der Stadt einzunehmen. Immer wieder luden Vereine und Verbände Schüler und Ensembles der Musikschule zur musikalischen Begleitung ihrer Veranstaltungen ein, auch außerhalb Hamms. Ab 1963 führte man sonntägliche Matineen durch. Ab 1965 fand ein Erfahrungs-, Lehrer- und Schüleraustausch mit den Volkskunstschulen Karlsbad und Prag statt.
Auf Dauer konnte auch das Haus in der Südstraße die Raumnot nicht lösen. Erneut stellte sich daher die Frage eines Neubaus. 1968 trat erstmals der Verein der Freunde und Förderer der Städtischen Musikschule Hamm e. V. zusammen. Bis 1971 wurden auch Benefizkonzerte veranstaltet und Spenden gesammelt. Nach umfangreichen Planungsarbeiten wurde 1972 mit dem Neubau begonnen, dessen Fertigstellung 1974 abgeschlossen war.
Im März 1976 schied Martin Wolschke aus dem Schuldienst aus. Neuer Musikschulleiter wurde Joshard Daus, der zugleich sein Amt als städtischer Musikdirektor antrat. Eines seiner wichtigsten Ziele war der Aufbau einer Orchesterschule. Er leitete die Schule bis 1978. Sein Nachfolger wurde ab 1979 der aus Hövel (heute ein Teil des Bezirkes Bockum-Hövel in der Großstadt Hamm) stammende Norbert Edelkötter, ein Bruder des Komponisten Ludger Edelkötter. Er griff das Konzept einer Orchesterschule auf, setzte es in die Praxis um und entwickelte es weiter. Edelkötter etablierte außerdem jährliche Probenfahrten nach Oostmalle und Aigen im Ennstal sowie Workshops mit André Gertler und Gerhard Bosse. In seiner Amtszeit fanden zahlreiche anspruchsvolle Konzertaufführungen und Projekte statt wie 1998 die Aufführung der Kinderoper Brundibár, die bundesweit Beachtung fand, und deren Einstudierung unter der Beteiligung von Paul Aron Sandfort erfolgte.
Nach der Pensionierung Edelkötters im Jahr 1998 übernahm Bernd Smalla die Schulleitung, der bereits zuvor als Lehrkraft im Blechbläserbereich der Musikschule tätig war. Mit der Installation neuer und dem Ausbau vorhandener Fachbereiche wie dem Popularbereich fand innerhalb der Musikschule auch eine Schwerpunktverlagerung statt, um zeitgemäßen Anforderungen an den Lehrbetrieb zu entsprechen. Seither findet der Unterricht auch in den Stadtbezirken statt.
2009 beschloss der Rat der Stadt Hamm den Neubau der Musikschule. Die Planung erfolgte durch die Stuttgarter Architekten Wulf & Partner. Vorgesehen war ein zweistöckiger Anbau, ein zusätzliches Dachgeschoss, acht Unterrichtsräume, sechs Probenräume für Bands, zwei Räume für die Jugendkunstschule, ein großer Probenraum für Sinfonieorchester, Bigband und Blasorchester sowie eine Musical-Bühne. Insgesamt sollte die Musikschule am alten Standort um 1350 Quadratmeter erweitert werden. In der Zeit des Umbaus wich die Musikschule auf das alte Gebäude der Stadtbücherei aus. Nach Fertigstellung der 2010 begonnenen Baumaßnahmen fand im Januar 2012 die Neueröffnung statt.

## Förderverein
Der 1968 gegründete Verein der Freunde und Förderer der Städtischen Musikschule Hamm hat die Zielsetzung der Förderung von Projekten und Arbeitswochen sowie die Unterstützung begabter und bedürftiger Schüler.

## Schulleiter
- 1940–1944: Heinz Eccarius
- 1948–1953: Josef Kemper
- 1954–1976: Martin Wolschke
- 1976–1978: Joshard Daus
- 1979–1998: Norbert Edelkötter
- 1998–2021: Bernd Smalla
- seit 2021: Matthias Brakel

## Bekannte ehemalige Schüler
- Frank Bloedhorn, u. a. Trompeter an der Bayerischen Staatsoper[14][15]
- Daniel Dickmeis, Filmmusikkomponist[16]
- Andrea Henke, Mitglied im WDR-Rundfunkchor[17]
- Siggi Kautz, Schauspieler und Musiker
- Tillmann Schnieders, Musicaldarsteller und Theaterschauspieler
- Timo Sprenger, „Gazelle“ bei Kapelle Petra[18]
- Britta Stallmeister, u. a. 1998–2015 festes Ensemblemitglied der Oper Frankfurt[19][20]
- Frederik Rabe und Luca Göttner von Giant Rooks